# クロウフォード郡 (ジョージア州)
クロウフォード郡（クロウフォードぐん、英: Crawford County）は、アメリカ合衆国ジョージア州の中央部に位置する郡である。2010年国勢調査での人口は12,630人であり、2000年の12,495人から1.1%増加した。郡庁所在地は国勢調査指定地域のノックスビル（人口69人）であり、同郡で人口最大の都市はロバータ市（人口1,007人）である。

## 歴史
クロウフォード郡はジョージア州中西部にあり、州内57番目の郡である。広さ325平方マイル (840 km2) の郡は1822年12月9日にハウストン郡から分離して設立された。元々この土地は1821年のインディアンスプリングス条約により、クリーク族インディアンから譲られたものだった。郡名はウィリアム・クロウフォードに因んで名付けられた。クロウフォードはジョージア州選出アメリカ合衆国上院議員、駐フランス大使、アメリカ合衆国財務長官を務めた。1824年にはジョージア州から初のアメリカ合衆国大統領候補になった。

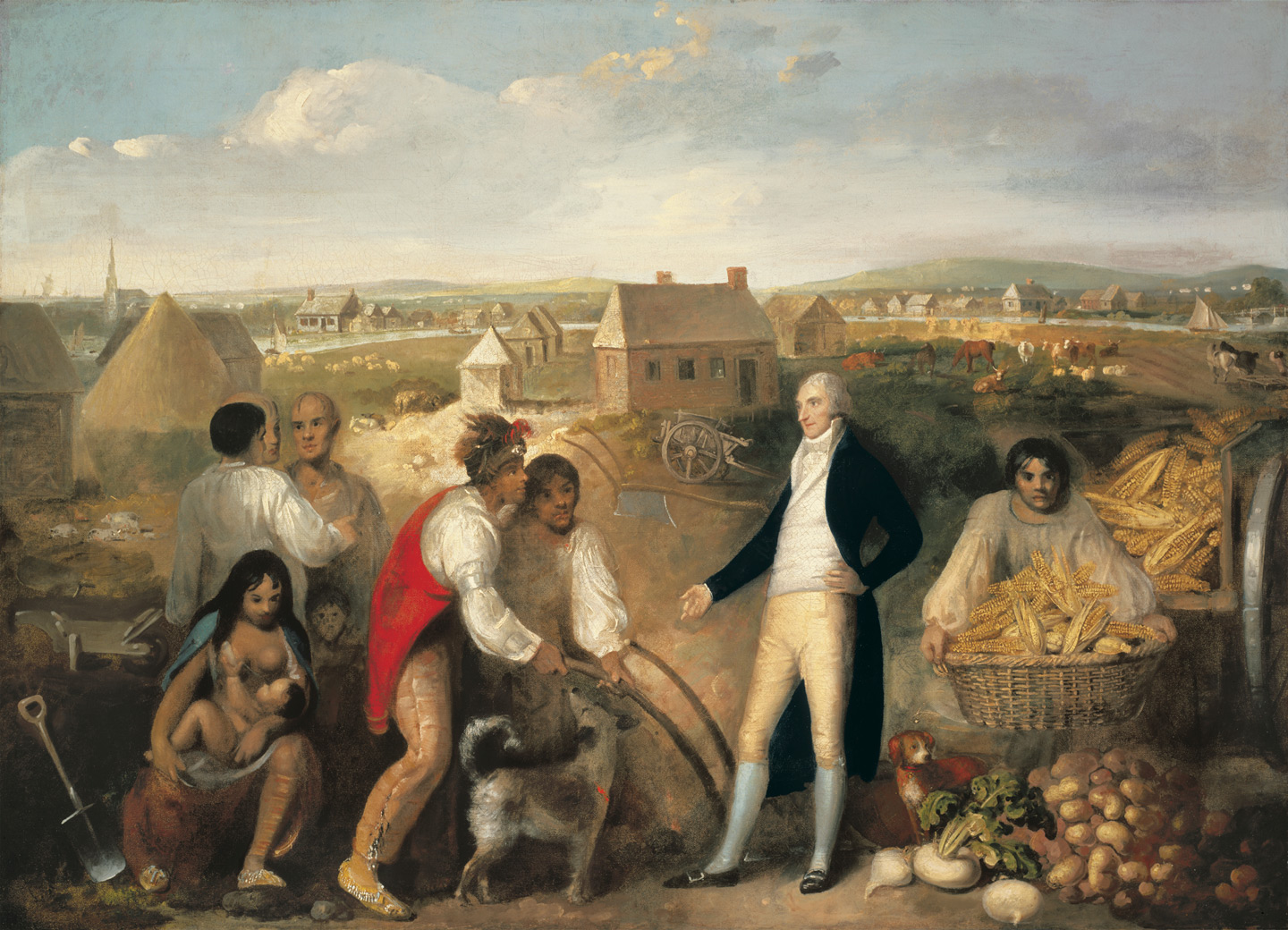
ベンジャミン・ホーキンスとクリーク族インディアン

この地域で初の白人開拓者はインディアン代理人のベンジャミン・ホーキンスとその家族だった。1803年に入植し、フリント川沿いに5平方マイル (13 km2) の農場を建設した。この中には店舗1軒とプランテーションがあり、クリーク・エージェンシー保留地と呼ばれるようになった。ホーキンスはクリーク族によるホーキンス記念碑を好んだが、多くの白人と同様にインディアンはヨーロッパ系アメリカ人の生活様式を取り入れるべきと考えた。しかしクリーク族を説得しようとしたその努力も無駄に終わった。ホーキンスはこの保留地で1816年に死んだ。
ノックスビルの町はワシントンD.C.からニューオーリンズに至る駅馬車と電信の通り道だった連邦ワイヤー道路沿いに設立された。このことで郡庁所在地に選ばれた。郡内で人口が多いのは現在のロバータ市だが、法人を解かれた今もノックスビルが郡庁所在地であり続けている。現在の郡庁舎は2002年に建てられたものであり、1851年建設のものと置き換えられた。旧庁舎は今も歴史史跡および博物館として残っている。
ロバータ市は当初ニューノックスビルと呼ばれており、郡内では唯一法人化された都市である。1890年12月26日に法人化された。アトランタ・アンド・フロリダ鉄道の「89フォートバレー」里標には「ロバータ、1900年頃」と書かれているように、鉄道事務所と倉庫として1886年に町が始まった。その2年後この地に貨物と乗客の駅が完成し、その近くに人が入ってくるようになった。町民は町に鉄道が入ってくるように通行権を与えたハイラム・マクラリーに町の名前を付ける権利を与えた。マクラリーはその娘の名前を採ってロバータと名付けた。1マイル (1.6 km) 離れていたノックスビル住人の大半は、鉄道が開通したときにロバータに移転した。その後長く、旅客列車が重要な交通手段であり、ロバータはフロリダ州に向かう観光路線の停車駅として繁栄した。鉄道が自動車に道を譲った後、ロバータは静かな住宅町となっていた。1980年代には鉄道の軌道が取り払われ、路床のみが残っている。1950年から1965年に掛けて、観光産業はアメリカ国道341号線を通って海岸のリゾート地に行き来する形態に変わった。これがさらに州間高速道路ができて交通の要はロバータからメイコン市移った。観光需要に合わせるために作られていた飲食店やモーテルがほとんど消えた。ロバータは現在小さく静かな南部の町になっている。郡内の他の町としてはミュセラ、ゲイラード、ホーンズ、リーポープ、ゼニスがある。
ミュセラは1895年にはジョージア州の地図に載っていた。アトランタ・アンド・フロリダ鉄道がミュセラの町を信号旗停車駅として名付けていた証拠がある。アトランタ・アンド・フロリダ鉄道は1880年にアトランタからフォートバレーまで105マイル (169 km) の軌道敷設を始めた。この鉄道は最も直線的で経済的なルートであるカロデンからノックスビルに線路を敷こうと考えたが、クロウフォード郡が反対した。クロウフォード郡はその郡庁所在地を鉄道が通ることを望まなかったので、アトランタ・アンド・フロリダ鉄道はその代わりにミュセラ経由を選んだ。ミュセラが信号旗停車駅になると、鉄道が農夫たちに市場へ作物を出荷する機会を提供したので、近くのセレスの住人の多くがミュセラに移った。セレスはローマ神話の農業の女神からその名が採られており、ホープウェルとも呼ばれていた。綿花を鉄道で出荷できたので、セレスのコットンジンが解体され、約2マイル (3 km) 離れたミュセラに移転された。間もなくミュセラに雑貨屋や郵便局が出現し、すぐに郡北部の経済活動の中心になった。現在のミュセラは過去の残影を留めるのみである。

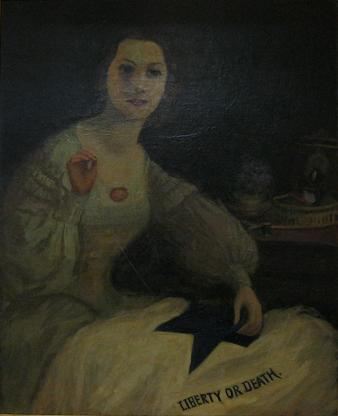
ジョアンナ・トラウトマン、テキサス州会議事堂にある肖像画

郡の歴史の初期はまず農業（綿花とオート麦）に依存し、続いて牛の牧畜、木材の切り出し、砂の採取が経済の主幹となった。農業は重要であり続けたが、製造業と医療・社会サービス業が成長した。多くの住人は近隣の地域でも働いている。
郡出身の著名人としては、ジョージア州から初めてアフリカ系アメリカ人としてアメリカ合衆国下院議員に選ばれ、下院で演説を行った最初のアフリカ系アメリカ人になったジェファーソン・フランクリン・ロングがいる。ロングはアフリカ系とヨーロッパ系の混血であり、ノックスビルで奴隷に生まれた。南北戦争後に解放され、仕立て屋となったが、権利の平等に興味を抱き政治の世界に入った。1870年12月に下院議員に選ばれ、1871年3月まで務めた。
コカ・コーラの発明者ジョン・ペンバートンもノックスビルで生まれた。ペンバートンは南軍で中佐を務めた退役兵であり、戦後はジョージア州初の薬局免許委員会の委員を務めた。その化学分析と製造のための最新式研究室から、土壌と農産物の化学成分を試験するための州が運営する初の施設ができた。
最初にローンスター旗（後にテキサス州旗に採用された）をデザインしたジョアンナ・トラウトマンはクロウフォード郡で生まれた。トラウトマンはジョージア志願兵大隊にその旗を贈呈し、この部隊が1835年にテキサスに行って、テキサス独立の戦いを助けた。その旗は1836年1月8日に初めてベラスコで翻り、1836年3月8日に独立宣言の報せがゴリアドに届いたときにはブラッディアーム旗と共に掲揚された。トラウトマンはその人生の大半をノックスビルで過ごしたが、その遺骸はテキサス州オースティンのテキサス州墓地に移され、その栄誉を称えて青銅製の彫像が建てられた。トラウトマンの肖像画もテキサス州会議事堂に飾られている。
1775年、博物学者のウィリアム・バートラムがジョージアを旅行し、クロウフォード郡で以前には知られていなかった植物を見つけた。バートラムはそれをハイヂランジア・クエルシフォリアと名付けた。現在は一般にオークリーフ・ハイドランジアと呼ばれている。バートラムはスウィートウォーター・クリーク近くの地域を「快適で多様な田園風景」と形容し、「幸福で実りあり健康に良い地域を約束している」と述べていた。
1800年代から1900年代初期に掛けて、クロウフォード郡陶器が繁栄する産業だった。この地域のロング、ベッカム、メリット、ディクソンといった名前は、その実用的なジャグや壺で知られていた。郡内の粘土や、初期のジャグ製作者に使われたリッチヒルのアルカリ性釉薬は、今日でも定評がある。

### 歴史的な場所
- ノックスビル: 旧監獄（1843年建設）博物館と旧郡庁舎（1832年建設）、火事で焼けた後の1851年に再建され、地元の文書や歴史を収めている。ノックスビルでは毎年クロウフォード郡陶器ジャグ祭も開催されている。
- ロバータ: 歴史的オールドタウン・ビル、元貨物駅と乗客駅の復元、ベンジャミン・ホーキンス記念碑、現在鉄道車掌車を鉄道博物館に改修している
- ロバータの西、アメリカ国道80号線近く: 南東部インディアン博物館、インディアンの加工品やアパラチア開拓者の歴史を収める
- ミュセラ: ディッキー農園（1897年設立）、州内最古級で継続して運営されている桃梱包場（1936年建設）、ヘイズの雑貨屋（1900年設立）は110年間継続して運営され、州内ではその種の店として最古級。ミュセラ・バプテスト教会、1884年に設立され、現在の建物は1908年に建設された。伝統的教会建築の一例

## 地理
アメリカ合衆国国勢調査局に拠れば、郡域全面積は326.45平方マイル (845.5 km2)であり、このうち陸地325.01平方マイル (841.8 km2)、水域は1.45平方マイル (3.8 km2)で水域率は0.44%である。

### 主要高規格道路

#### 州間高速道路
- 州間高速道路75号線

#### アメリカ国道
- アメリカ国道80号線
- アメリカ国道341号線

#### ジョージア州道
- ジョージア州道7号線
- ジョージア州道22号線
- ジョージア州道42号線
- ジョージア州道96号線
- ジョージア州道128号線
- ジョージア州道401号線
- ジョージア州道540号線（滝線フリーウェイ、建設中）

### 隣接する郡
- モンロー郡 - 北
- ビッブ郡 - 東
- ピーチ郡 - 東
- ハウストン郡 - 南東
- テイラー郡 - 南西
- メイコン郡 - 南
- アプソン郡 - 北西

## 人口動態
以下は2000年の国勢調査による人口統計データである。
| 基礎データ - 人口: 12,495人 - 世帯数: 4,461 世帯 - 家族数: 3,457 家族 - 人口密度: 15人/km2（38人/mi2） - 住居数: 4,872軒 - 住居密度: 6軒/km2（15軒/mi2） 人種別人口構成 - 白人: 72.85% - アフリカン・アメリカン: 23.80% - ネイティブ・アメリカン: 0.37% - アジア人: 0.17% - 太平洋諸島系: 0.02% - その他の人種: 1.81% - 混血: 0.98% - ヒスパニック・ラテン系: 2.41% | 年齢別人口構成 - 18歳未満: 27.6% - 18-24歳: 7.9% - 25-44歳: 31.6% - 45-64歳: 23.7% - 65歳以上: 9.2% - 年齢の中央値: 35歳 - 性比（女性100人あたり男性の人口） - 総人口: 100.5 - 18歳以上: 97.6 世帯と家族（対世帯数） - 18歳未満の子供がいる: 37.5% - 結婚・同居している夫婦: 60.5% - 未婚・離婚・死別女性が世帯主: 12.6% - 非家族世帯: 22.5% - 単身世帯: 18.8% - 65歳以上の老人1人暮らし: 6.3% - 平均構成人数 - 世帯: 2.78人 - 家族: 3.14人 | 収入と家計 - 収入の中央値 - 世帯: 37,848米ドル - 家族: 41,799米ドル - 性別 - 男性: 31,099米ドル - 女性: 21,138米ドル - 人口1人あたり収入: 15,768米ドル - 貧困線以下 - 対人口: 15.4% - 対家族数: 12.7% - 18歳未満: 17.2% - 65歳以上: 23.8% |

## 都市と町
- ノックスビル (未編入の町) - 郡庁所在地
- ミュセラ (未編入の町)
- ロバータ